# Smølferne (film)
Smølferne er en amerikansk animeret familiefilm fra 2011 baseret på tegneserien Smølferne af Peyo og tv-serien med samme navn. Skuespillerne og stemmeskuespillerne i filmen er Neil Patrick Harris, Jayma Mays, Katy Perry, Hank Azaria, Jonathan Winters, Anton Yelchin, Alan Cumming, Sofía Vergara og George Lopez.

## Medvirkende

### Skuespillere
- Neil Patrick Harris som Patrick Winslow
- Jayma Mays som Grace Winslow
- Hank Azaria som Gargamel
- Sofía Vergara som Odile Anjelou
- Tim Gunn som Henri

### Stemmeskuespillere
- Jonathan Winters som Gammelsmølf
- Katy Perry som Smølfine
- Anton Yelchin som Klumpesmølf
- Fred Armisen som Brillesmølf
- Alan Cumming som Gævesmølf
- George Lopez som Gnavelsmølf
- Jeff Foxworthy som Altmuligsmølf
- Wolfgang Puck som Kokkesmølf
- Tom Kane som Fortællersmølf
- Frank Welker som Azrael

### Danske stemmer
- Caspar Phillipson som Patrick Winslow
- Cecilie Stenspil som Grace Winslow
- Jens Jacob Tychsen som Gargamel
- Julie Steincke som Odile Anjelou
- Finn Nielsen som Henri
- Nis Bank-Mikkelsen som Gammelsmølf
- Pernille Rosendahl som Smølfine
- Laus Høybye som Klumpesmølf
- Christian Fuhlendorff som Brillesmølf
- Mikael Birkkjær som Gævesmølf
- Torbjørn Hummel som Gnavelsmølf
- Thomas Magnussen som Altmuligsmølf
- James Price som Kokkesmølf
- Hans Henrik Clemensen som Fortællersmølf